# Alundra
Alundra (яп. アランドラ), в Европе издавалась как The Adventures of Alundra — компьютерная игра в жанре JRPG с элементами action-adventure, разработанная Matrix Software для консоли Sony PlayStation, в 1997. Переиздана для PlayStation Network в 2010.
В 1999 году вышел сиквел Alundra 2: A New Legend Begins.

## Геймплей
Alundra — духовный (не прямой) сиквел к игре Landstalker от Climax Entertainment на Sega Genesis / Mega Drive. Игра в жанре action-adventure, имеющая очень много сложных головоломок, некоторых из них невозможно избежать, что заставляет игрока тщательно изучать все локации.

## Сюжет
Алундра — протагонист и игровой персонаж, эльф клана Элны. Он отправляется в Иноа, чтобы спасти местных от злодеяний Мельзаса. Корабль штормит, и многие члены экипажа погибают. Он попадает на незнакомый пляж, где его спасает человек по имени Джесс. На деревню обрушилось проклятье — на местных жителей стали нападать кровожадные обезьяны, а что ещё хуже — люди начали таинственным образом умирать во сне.

## Саундтрек
Саундтрек к игре Alundra написал японский композитор Кохэй Танака. Он состоит из 28 треков.

## Отзывы
| Сводный рейтинг           | Сводный рейтинг                                                   |
| Агрегатор                 | Оценка                                                            |
| ------------------------- | ----------------------------------------------------------------- |
| GameRankings              | 83,77 %                                                           |
| Metacritic                | 86 / 100                                                          |
| NinRetro                  | 87 %                                                              |
| Иноязычные издания        |                                                                   |
| Издание                   | Оценка                                                            |
| EGM                       | 34,5 / 40                                                         |
| Game Informer             | 8,5 / 10                                                          |
| GamePro                   | 4,5 / 5                                                           |
| GameSpot                  | 8,8 / 10                                                          |
| IGN                       | 8,5 / 10                                                          |
| OPM                       | [ 2 ]                                                             |
| OPM UK                    | 9 / 10                                                            |
| Gaming Age                | 90 %                                                              |
| PlayStation Plus          | 91 %                                                              |
| PSExtreme                 | 90 %                                                              |
| Famitsu                   | 31/40                                                             |
| Thunderbolt               | 9/10                                                              |
| Ultra Game Players        | 9/10                                                              |
| Награды                   |                                                                   |
| Издание                   | Награда                                                           |
| Electronic Gaming Monthly | Role-Playing Game of the Year (Runner-Up), Editor's Choice Silver |
| GamePro                   | Best Role-Playing Game (2nd Place)                                |
| Metacritic                | #6 Best Critic Reviewed PS1 Game of 1997                          |

Alundra получила отличные отзывы. К концу 1997 года в Японии было продано 143,114 копий игры.